# Auguste Chabaud

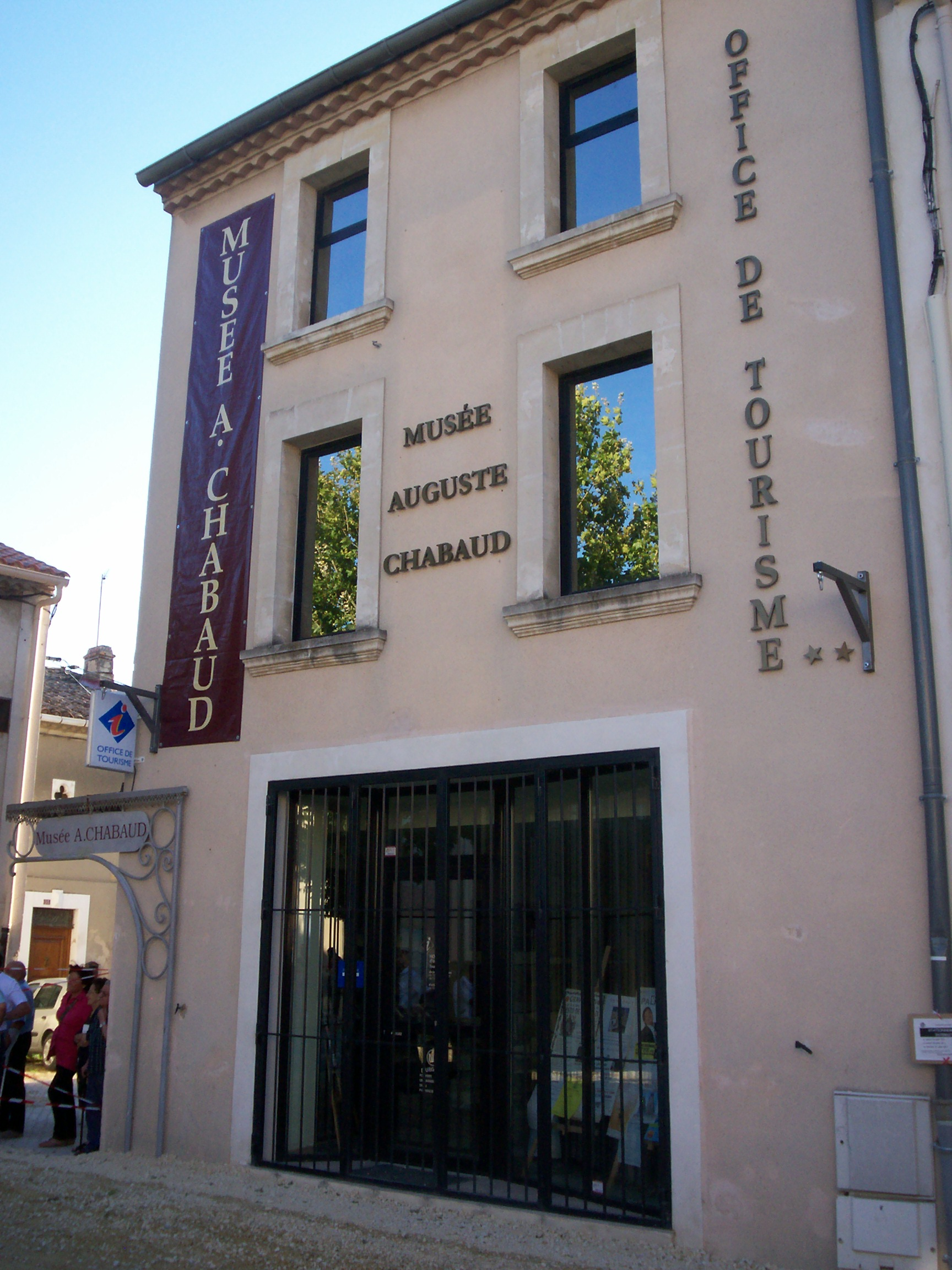
Eingang des Musée Auguste Chabaud in Graveson (2011)

Auguste Chabaud (* 3. Oktober 1882 in Nîmes, Gard; † 23. Mai 1955 in Graveson, Bouches-du-Rhône) war ein französischer Maler und Bildhauer.

## Leben
Im Alter von vierzehn Jahren schloss sich Chabaud der École des beaux-arts d’Avignon in Avignon an. Sein Lehrer war der Maler Pierre Grivolas (1823–1906). 1899 ging er nach Paris, um seine künstlerische Ausbildung an der Académie Julian und der École des Beaux Arts fortzusetzen. Dort traf er Henri Matisse und André Derain. Im Jahr 1900 kehrte er auf das Weingut seiner Eltern in Südfrankreich zurück, weil das Geschäft dort von einer Krise betroffen war. 1901 war er gezwungen, Paris komplett zu verlassen, um sich seine Lebensgrundlage zu sichern. Er arbeitete auf einem Schiff und lernte dabei die westafrikanische Küste kennen. Im selben Jahr starb sein Vater. Chabaud und sein Bruder erbten den Besitz, den jedoch nur der Bruder nutzte. Er arbeitete in einer Metzgerei. Von 1903 bis 1906 verrichtete er seinen Wehrdienst in Tunesien, von wo er mit Skizzenbüchern über das Leben dort zurückkehrte.
1907, nach seiner Rückkehr nach Paris, stellte Chabaud im Salon des Indépendants vor allem fauvistische Werke aus. In der Folgezeit lernte er das Pariser Nachtleben kennen und die Kunstsammler interessierten sich zunehmend für ihn. Im Pariser Viertel Montmartre, wo er sein Atelier hatte, malte er verschiedenste Szenen aus dem Pariser Stadtleben. 1911 begann Chabauds kubistische Phase, in der er auch mit der Bildhauerei begann. Auf eine im Jahr 1912 in der Galerie Bernheim-Jeune in Paris gezeigte Einzelausstellung mit 53 Gemälden folgten zahlreiche weitere Ausstellungen, zum Beispiel 1913 in New York, wo seine Werke neben denen von Künstlern wie Matisse, Derain, Vlaminck und Pablo Picasso ausgestellt wurden.
Nach seiner Rückkehr aus dem Ersten Weltkrieg im Jahr 1919 ließ sich Chabaud für den Rest seines Lebens in dem südfranzösischen Dorf Graveson nieder. Ab 1920 hatte er seine „blaue Periode“. Er verwendete das Berliner Blau als einzige Farbe in seinen Werken. Seitdem konzentrierte er sich ausschließlich auf den Süden Frankreichs, den er auch in seiner Pariser Zeit immer wieder gemalt hatte. Er malte unter anderem Szenen vom Landleben, die Bauern sowie die Hügel und die Wanderwege der Alpilles. Auguste Chabaud starb am 23. Mai 1955 im Alter von 72 Jahren in seiner Wahlheimat Graveson. 1992 eröffnete der Regionalrat der Region Provence-Alpes-Côte d’Azur zu seiner Ehre das Musée Auguste Chabaud in seinem Wohn- und Sterbeort Graveson.

## Schriften
- Poésie Pure – Peinture Pure. Deux lettres à M. Henri Brémond de l’Académie Française, précédées de propos, suivies de commentaires et clôturées de déductions. Verlag Eugène Figuière, Paris/Brüssel 1927. Neuausgabe Fage éditions, Lyon 2003. 
 Deutsche Übersetzung: Auguste Chabaud: Reine Dichtung – reine Malerei. In: Ernst-Gerhard Güse (Hrsg.): Auguste Chabaud 1882–1955. Gemälde – Aquarelle – Zeichnungen – Skulpturen. Katalog zu den Ausstellungen in Saarbrücken, Wuppertal und München. Richter-Verlag, Düsseldorf 1993, ISBN 3-928762-08-7, S. 193–205.